# Letecká záchranná služba v Česku

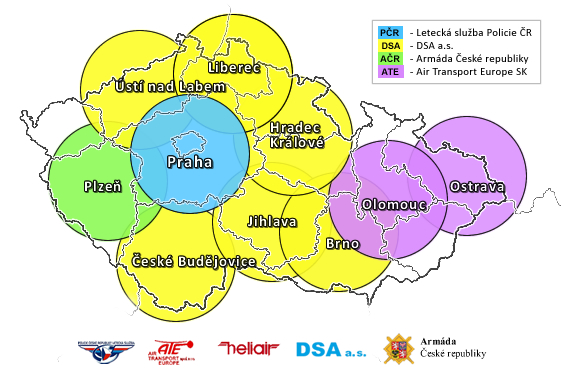
Mapa rozložení jednotlivých územních středisek LZS a jejich akční rádius dle nových provozovatelů po 1.1.2021

Letecká záchranná služba v Česku zahájila činnost oficiálně 1. dubna 1987. Systém letecké záchranné služby byl v Československu vybudován mezi lety 1987–1992, i když záchranné lety probíhaly už od 30. let 20. století. O zavedení letecké záchranné služby na území Československa se začalo uvažovat v roce 1977. Průlomovým se stal rok 1985, kdy se zástupci Československa účastnili mezinárodního kongresu leteckých záchranných služeb v Curychu. Tento kongres vedl k sestavení týmu specialistů, jehož úkolem bylo vybudovat systém letecké záchranné služby srovnatelný s ostatními evropskými zeměmi. U zrodu letecké záchranné služby stály především sovětské vrtulníky Mil Mi-2, které zpočátku sloužily na téměř všech stanicích. Po roce 1993, kdy došlo ke vzniku samostatných států Česka a Slovenska, docházelo k transformaci letecké záchranné služby, často se měnili provozovatelé, stejně jako vrtulníky.
Česko je v současné době pokryto sítí 10 provozních stanic letecké záchranné služby. Ta patří k nejhustším v Evropě. O provoz letecké záchranné služby se dělí jak soukromí provozovatelé, kteří provozují osm stanic, tak státní subjekty, které zajišťují provoz na dvou stanicích. Čtyři stanice zajišťují noční provoz pro území celého Česka, šest stanic má omezenou provozní dobu od východu do západu slunce. Akční rádius vrtulníků letecké záchranné služby má rozsah cca 70 km, který odpovídá doletové době 18 až 30 minut od přijetí tísňové výzvy. Letecká záchranná služba je nedílnou součástí integrovaného záchranného systému.
Cena vzletu vrtulníku může činit až 150 000 Kč.[zdroj⁠?!]

## Historie vČeskoslovensku

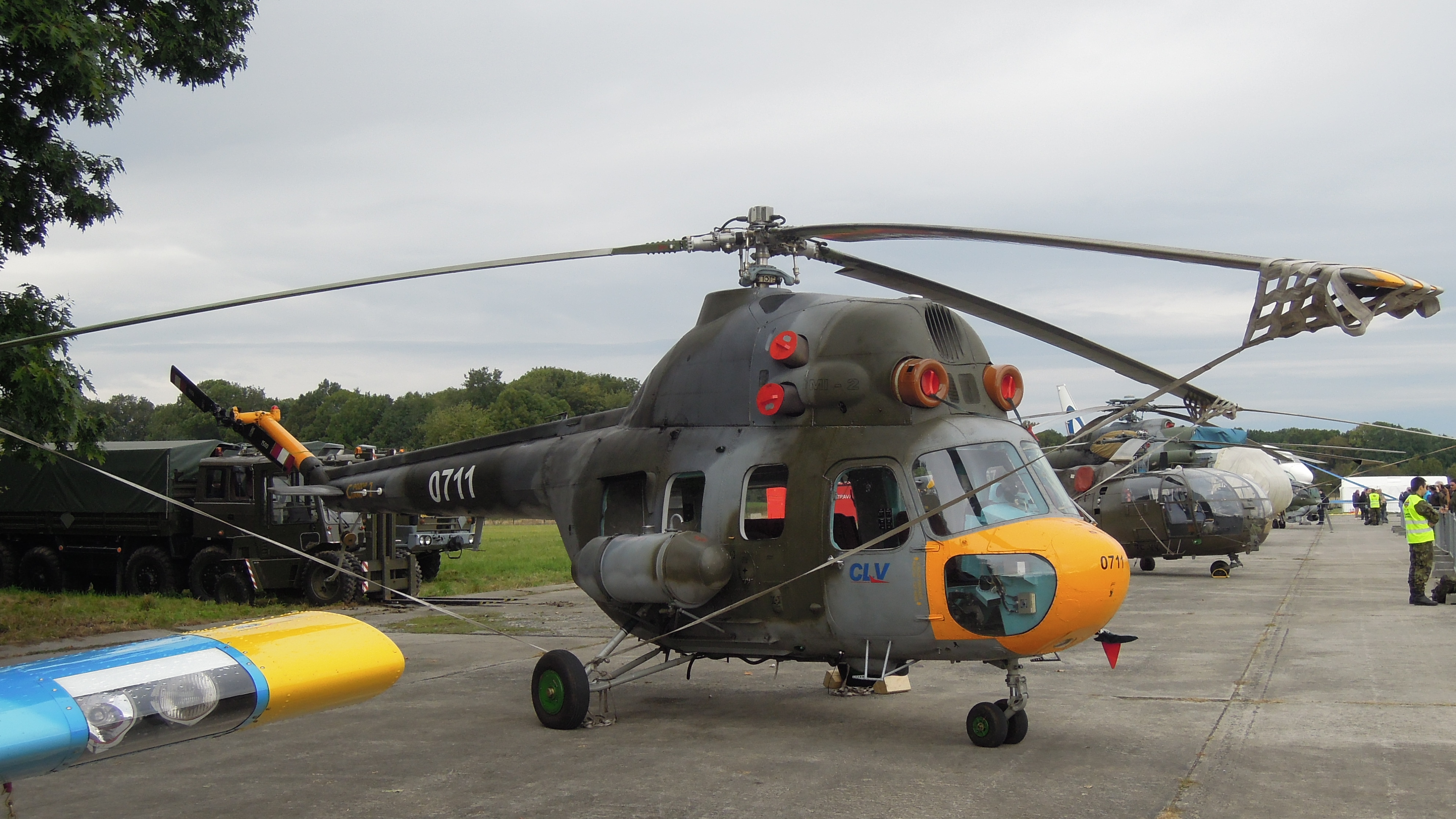
Vrtulník Mi-2 s imatrikulací 0711 sloužil v 90. letech na stanicích letecké záchranné služby Kryštof 07 a Kryštof 17

První zdokumentovaný let na území Československa se zraněným člověkem na palubě proběhl 27. srpna 1956, ačkoliv historie záchranných letů sahá až do 30. let. Záchranný let provedli příslušníci Československé armády s vrtulníkem Mil Mi-4. Raněného přepravovali z Terezína do Ústřední vojenské nemocnice v Praze. Další významný záchranný let proběhl až v únoru 1960, kdy byli vrtulníkem Mi-4 transportováni tři zranění horníci. V průběhu 60. let probíhaly další záchranné lety, ale ty byly spíše ojedinělé. V roce 1965 vypomáhaly vrtulníky při záchraně osob během povodní a v témže roce proběhla první záchranná akce také ve Vysokých Tatrách. Systém letecké záchranné služby neexistoval a o jeho vybudování se ani neuvažovalo.
O vybudování systému organizované letecké záchranné služby na území Československa se začalo uvažovat teprve v roce 1977. Federální ministerstvo vnitra, ministerstvo zdravotnictví a Ústav národního zdraví začaly shromažďovat informace o provozu letecké záchranné služby v ostatních evropských zemích. Pozornost byla soustředěna především na počet a zaměření letů, ale sbíraly se informace také o stanovištích a používaných vrtulnících letecké záchranné služby. V roce 1980 proběhl v Mnichově první mezinárodní kongres leteckých záchranných služeb AIRMED 80. O čtyři roky později, v roce 1984, proběhl první let s lékařem na palubě. Původní koncept počítal s vybudováním sítě letecké záchranné služby, která bude čítat 12 stanic. Ty měly být rozmístěny na strategických místech v okolí dálnic, velkých městských aglomerací a turisticky významných oblastí. Významným se stal rok 1985, kdy v Curychu proběhl druhý mezinárodní kongres leteckých záchranných služeb AIRMED 85. Kongresu se účastnili také zástupci Československa. Tento kongres vedl k sestavení týmu specialistů, který měl v průběhu následujících let vybudovat v Československu síť letecké záchranné služby.
Letecká záchranná služba zahájila na území Československa činnost oficiálně 1. dubna 1987 v 7:15. Jednalo se o zkušební provoz pro oblast Prahy a Středočeského kraje. Pražský Ústav národního zdraví vyčlenil pro leteckou záchrannou službu zdravotnický personál, Letecká správa Federálního ministerstva vnitra poskytla vrtulníky a Československá státní pojišťovna zajistila finanční krytí projektu. První etapa zkušebního provozu probíhala do 30. května 1987 a zajišťovala ji Letecká správa Federálního ministerstva vnitra, druhá etapa probíhala od 15. července do 30. září 1987 a chod letecké záchranné služby zajišťoval státní podnik Slov-Air. Stanice přešla do nepřetržitého denního provozu až 1. dubna 1988. Prvním provozovaným vrtulníkem byl stroj Mil Mi-2.
V roce 1987 vznikla první stanice letecké záchranné služby. Ta sloužila pro oblast Prahy a Středočeského kraje. Volacím znakem stanice se stal Kryštof 01. 1. července 1987 zahájila činnost druhá stanice, která sloužila pro Banskou Bystrici. Do roku 1992 vzniklo na území Československa celkem 18 stanic letecké záchranné služby. Původní plán 12 stanic byl tak výrazně převýšen. Stanice získaly volací znaky Kryštof 01 až Kryštof 18 v závislosti na tom, kdy zahájily provoz. Na území Slovenska se nacházelo celkem sedm stanic, v Česku pak jedenáct stanic.

### Seznam stanic letecké záchranné služby vČeskoslovensku
| Volací znak | Základna         | Provoz zahájen    |
| Kryštof 01  | Praha            | 1. dubna 1987     |
| Kryštof 02  | Banská Bystrica  | 1. července 1987  |
| Kryštof 03  | Poprad           | 7. prosince 1987  |
| Kryštof 04  | Brno             | 1. července 1988  |
| Kryštof 05  | Ostrava          | 1. srpna 1989     |
| Kryštof 06  | Hradec Králové   | 3. července 1990  |
| Kryštof 07  | Plzeň            | 17. července 1990 |
| Kryštof 08  | Košice           | 1. srpna 1990     |
| Kryštof 09  | Olomouc          | 1. října 1990     |
| Kryštof 10  | Nové Zámky       | 15. října 1990    |
| Kryštof 11  | Bratislava       | 15. října 1990    |
| Kryštof 12  | Jihlava          | 1. května 1991    |
| Kryštof 13  | České Budějovice | 1. května 1991    |
| Kryštof 14  | Žilina           | 1. července 1991  |
| Kryštof 15  | Ústí nad Labem   | září 1991         |
| Kryštof 16  | Trenčín          | 1992              |
| Kryštof 17  | Havlíčkův Brod   | 1992              |
| Kryštof 18  | Liberec          | 1992              |

## Historie vČesku

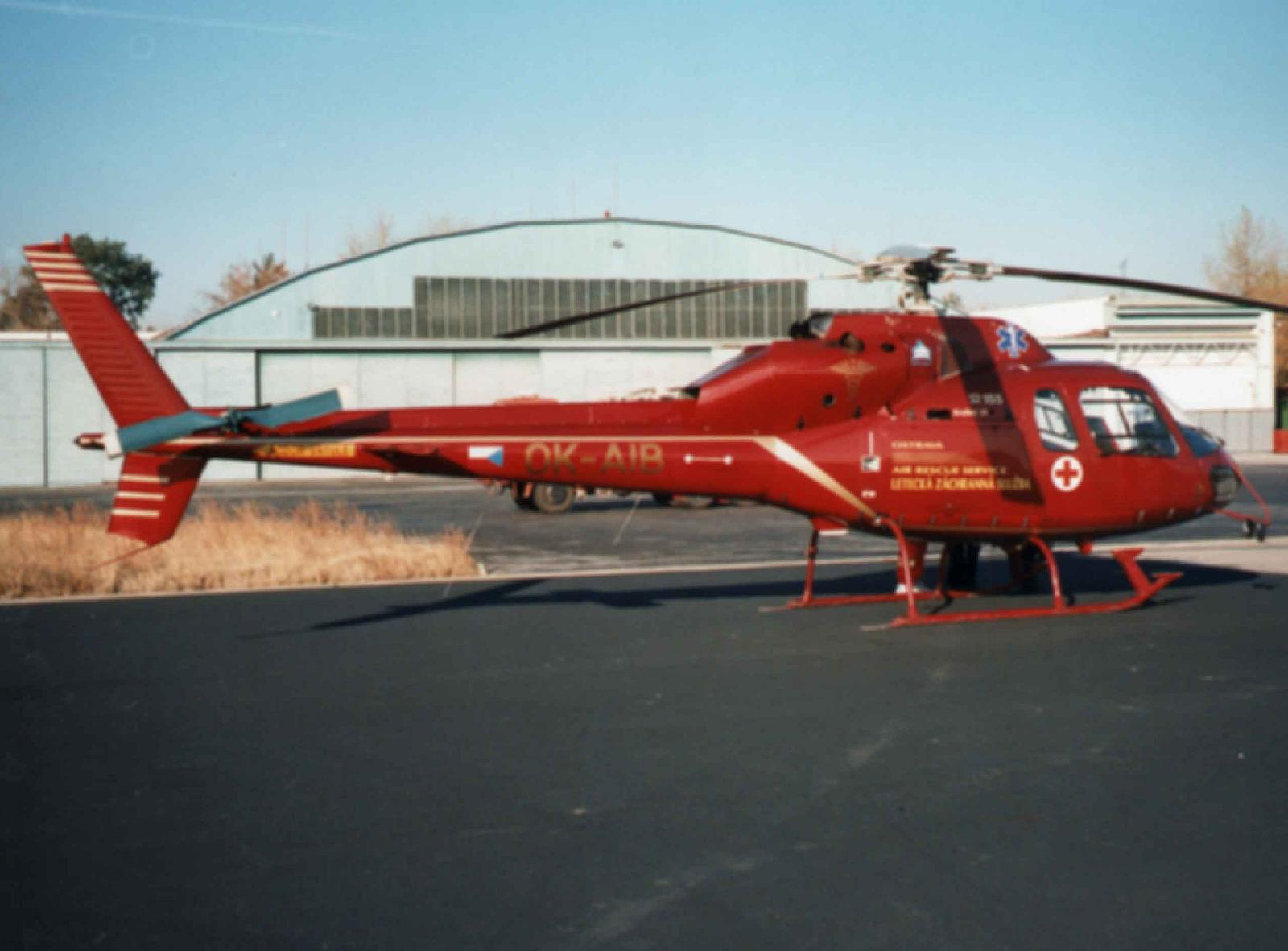
Vrtulník Eurocopter AS 355 F2 Ecureuil 2 s imatrikulací OK-AIB sloužil v 90. letech na stanici Kryštof 05 v Ostravě

Se vznikem samostatného Česka a Slovenska došlo také k rozdělení letecké záchranné služby. Česko převzalo jedenáct stanic, Slovensko sedm. Již v roce 1990 vznikaly v Československu první nestátní letecké společnosti, které od roku 1992 přebíraly provoz letecké záchranné služby na některých provozních stanicích, především na stanicích, kde působil státní podnik Slov-Air. Na počátku roku 1993 zajišťovala Armáda České republiky provoz letecké záchranné služby na stanicích Kryštof 07 v Plzni, Kryštof 13 v Českých Budějovicích a Kryštof 17 v Havlíčkově Brodě. Letecká služba Policie ČR, nový letecký policejní útvar, zajišťoval svými prostředky chod letecké záchranné služby na stanicích Kryštof 01 v Praze a Kryštof 06 v Hradci Králové. Na ostatních šesti provozních stanicích působily soukromé společnosti Alfa-Helicopter a DSA. Počátek 90. let 20. století se nesl ve znamení obměny leteckého parku. Na všech stanicích sloužily dosluhující stroje Mil Mi-2 a jak Armáda ČR, tak také Letecká služba Policie ČR i soukromí dopravci si uvědomovali, že je potřeba modernizovat letecký park. Ve službě se tak od roku 1992 objevovaly modernější vrtulníky Bell 206, Bell 412, PZL Kania, Eurocopter AS 355 Ecureuil 2, MBB Bo 105 a další.
V následujících letech docházelo často také ke změnám provozovatelů. Například k 1. lednu 1995 ukončila Armáda ČR provoz letecké záchranné služby na stanici Kryštof 13 v Českých Budějovicích a provoz převzala soukromá společnost Helicopter. Naopak 1. ledna 2005 přebrala provoz letecké záchranné služby na stanici Kryštof 04 v Brně Letecká služba Policie ČR. Původně provoz zajišťovala soukromá společnost. K zatím poslední změně provozovatele došlo 1. ledna 2009, kdy na stanicích Kryštof 04 v Brně a Kryštof 06 v Hradci Králové ukončila provoz Letecká služba Policie ČR, provoz stanice Kryštof 04 převzala společnost Alfa-Helicopter a provoz stanice Kryštof 06 převzala společnost DSA.
Jediná stanice, která po roce 1993 zanikla, byla stanice Kryštof 17 v Havlíčkově Brodě. Vzhledem k tomu, že se nacházela v blízkosti stanice Kryštof 12 v Jihlavě a současně docházelo k reorganizaci složek Armády ČR, byl k 31. prosinci 1994 ukončen provoz letecké záchranné služby na této stanici.

## Současnost letecké záchranné služby vČesku

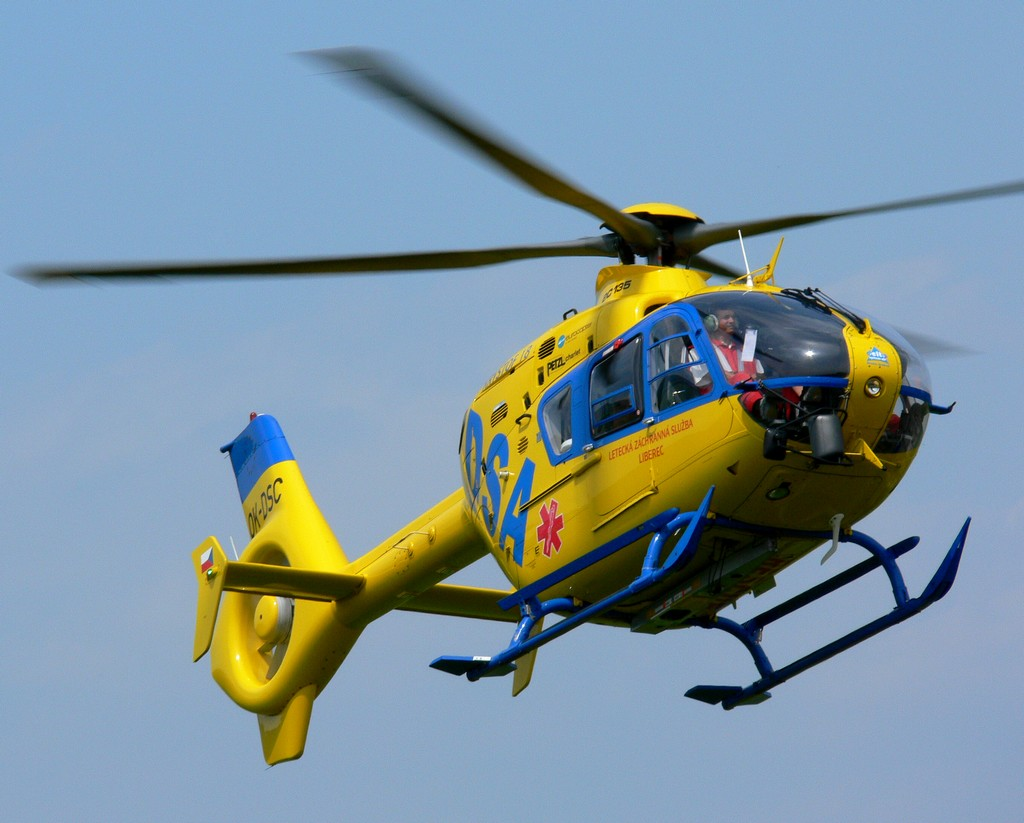
Moderní dvoumotorový lehký vrtulník Eurocopter EC 135 T2 jako Kryštof 18 v Libereckém kraji

Česko je od roku 1995 pokryto sítí 10 provozních stanic letecké záchranné služby. Od 1. ledna 2009, kdy převzali soukromí dopravci provoz některých stanic letecké záchranné služby platí, že v Česku existuje i smíšený systém provozu letecké záchranné služby.
Leteckou záchrannou službu na stanicích Kryštof 09 v Olomouci a Kryštof 05 v Ostravě, zajišťuje soukromá společnost Air – Transport Europe, na stanicích a Kryštof 12 v Jihlavě soukromá společnost DSA stejně jako na stanicích Kryštof 18 v Liberci, Kryštof 15 v Ústí nad Labem, Kryštof 06 v Hradci Králové, Kryštof 13 v Českých Budějovicích, Kryštof 04 v Brně. Na stanici Kryštof 01 v Praze slouží vrtulníky Letecké služby Policie ČR, zatímco leteckou záchrannou službu na stanicích Kryštof 07 v Plzni a zajišťuje Armáda České republiky.
Akční rádius vrtulníků letecké záchranné služby má rozsah cca 70 km, který odpovídá doletové době 18 až 30 minut od přijetí tísňové výzvy. V současné době je letecká záchranná služba zajištěna v 10 krajích. Oblast Karlovarského kraje je pokryta především vrtulníkem ze stanice Kryštof 07 z Plzeňského kraje, Pardubický kraj má leteckou záchrannou službu zajištěnou převážně ze stanice Kryštof 06 z Královéhradeckého kraje, Zlínský kraj je pokryt ze stanic Kryštof 04 z Jihomoravského kraje, Kryštof 09 z Olomouckého kraje a Kryštof 05 z Moravskoslezského kraje a oblast Středočeského kraje je pokryta ze stanice Kryštof 01 v hl. m. Praze .
Některé oblasti Česka se nacházejí mimo akční rádius jakéhokoliv vrtulníku letecké záchranné služby, samotná letecká záchranná služba je ale zajištěna na celém území Česka, pouze v některých místech s delší doletovou dobou. Vlastní základny letecké záchranné služby nemají Pardubický kraj, Zlínský kraj, Středočeský kraj a Karlovarský kraj. Síť stanic letecké záchranné služby na území Česka přesto patří k nejhustším v Evropě.
V roce 2013 byla ve Zlínském kraji podepsána petice pro zřízení stanoviště letecké záchranné služby ve Zlíně, o její zřízení usiloval kraj i v roce 2017.. V roce 2010 probíhaly úvahy o vzniku přeshraniční spolupráce leteckých záchranářů mezi Českem a Německem. Stanice letecké záchranné služby měla výhledově vzniknout mezi městy Weiden in der Oberpfalz a Waldsassen na německé straně. Vzhledem k tomu, že se obě města nacházejí v blízkosti české státní hranice, pokrýval by akční rádius vrtulníku také velkou část Karlovarského kraje, který patří k nejhůře pokrytým oblastem Česka. Projekt přeshraniční spolupráce nebyl realizován. V současné době tak v Česku neexistuje spolupráce s okolními státy v poskytování odborné přednemocniční neodkladné péče formou letecké záchranné služby. V roce 2019 usiloval Karlovarský kraj o vlastní základnu

### Přehled stanic LZS a provozovatelů v ČR - aktualizace dat k 1. ledna 2024
Seznam rozložení jednotlivých územních středisek LZS a jejich akční rádius dle nových provozovatelů.

### Změny od 1.1.2021
| Základna         | Volací znak | Poskytovatel | Noční provoz | Speciální činnosti |
| ---------------- | ----------- | ------------ | ------------ | ------------------ |
| Praha            | Kryštof 01  | Policie ČR   | ANO          | ANO*               |
| Brno             | Kryštof 04  | DSA          | ANO          | ANO*               |
| Ostrava          | Kryštof 05  | ATE          | ANO          | ANO                |
| Hradec Králové   | Kryštof 06  | DSA          | ANO          | ANO                |
| Plzeň            | Kryštof 07  | Armáda       | ANO          | ANO                |
| Olomouc          | Kryštof 09  | ATE          | NE           | NE                 |
| Jihlava          | Kryštof 12  | DSA          | NE           | NE                 |
| České Budějovice | Kryštof 13  | DSA          | ANO          | NE                 |
| Ústí nad Labem   | Kryštof 15  | DSA          | NE           | ANO                |
| Liberec          | Kryštof 18  | DSA          | NE           | ANO**              |

* vrtulníkem PČR, mimo LZS , ** zajištuje na základě objednávky Libereckého kraje

### Volací znak

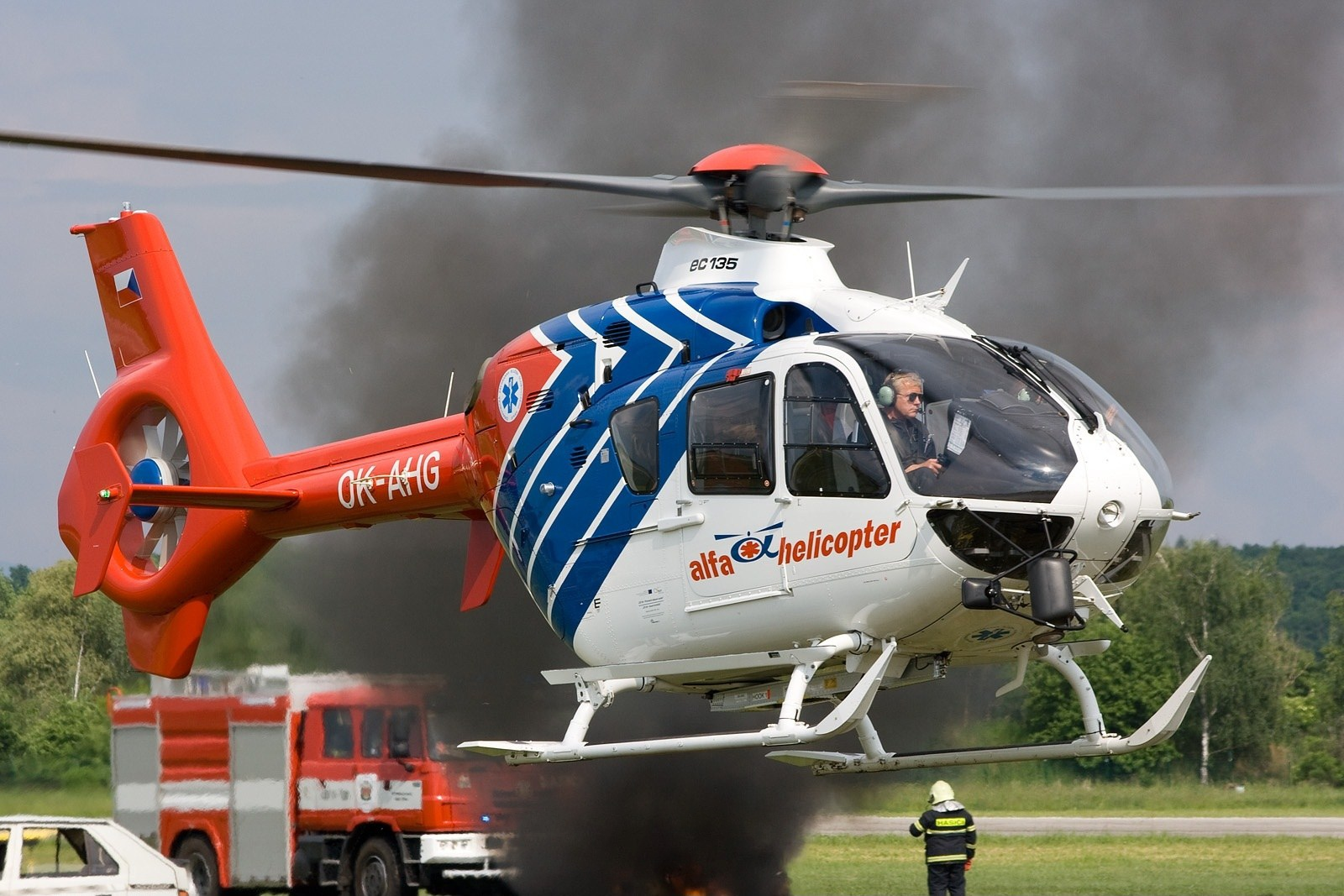
Vrtulník Eurocopter EC 135 T2+ jako Kryštof 09 v Olomouckém kraji

Volacím znakem vrtulníků letecké záchranné služby na území Česka je kombinace jména Kryštof a čísla – například Kryštof 01 v Praze. V současné době je používáno deset volacích znaků v rozsahu čísel 01–18. Po rozpadu Československa zůstaly zachovány původní volací znaky na území Česka, na Slovensku získaly vrtulníky letecké záchranné služby nové volací znaky. Jméno Kryštof bylo převzato po svatém Kryštofovi, který je mimo jiné také patronem leteckých záchranářů. Toto jméno je používáno jako volací znak vrtulníků letecké záchranné služby i v některých dalších evropských zemích (na Slovensku Krištof, v Německu Christoph, v Rakousku Christophorus).

### Posádka vrtulníku
Posádka vrtulníku letecké záchranné služby je vždy nejméně tříčlenná, ale liší se v závislosti na provozovateli vrtulníku. Vždy nejméně dva členové posádky tvoří zdravotnickou část – lékař a zdravotnický záchranář. Vrtulníky soukromých dopravců létají v tříčlenném složení, a to pilot, lékař a zdravotnický záchranář. Posádka vrtulníků Letecké služby Policie ČR je čtyřčlenná ve složení pilot, palubní inženýr, lékař a zdravotnický záchranář a armádní stroje létají až v pětičlenném složení – pilot, kopilot, palubní inženýr, lékař a zdravotnický záchranář. Vedoucím skupiny je lékař, který je vždy vázán rozhodnutím pilota. Provozovatelé vrtulníků zajišťují letecký personál, zdravotnická část osádky je součástí příslušné krajské územní zdravotnické záchranné služby. Výjimku tvoří pouze posádka vrtulníku Kryštof 07, kde je jak letecký, tak zdravotnický personál součástí Armády ČR. Tísňové výzvy jsou přijímány a vyhodnocovány příslušným krajským zdravotnickým operačním střediskem, a to i v případě vrtulníku Kryštof 07.

### Noční provoz

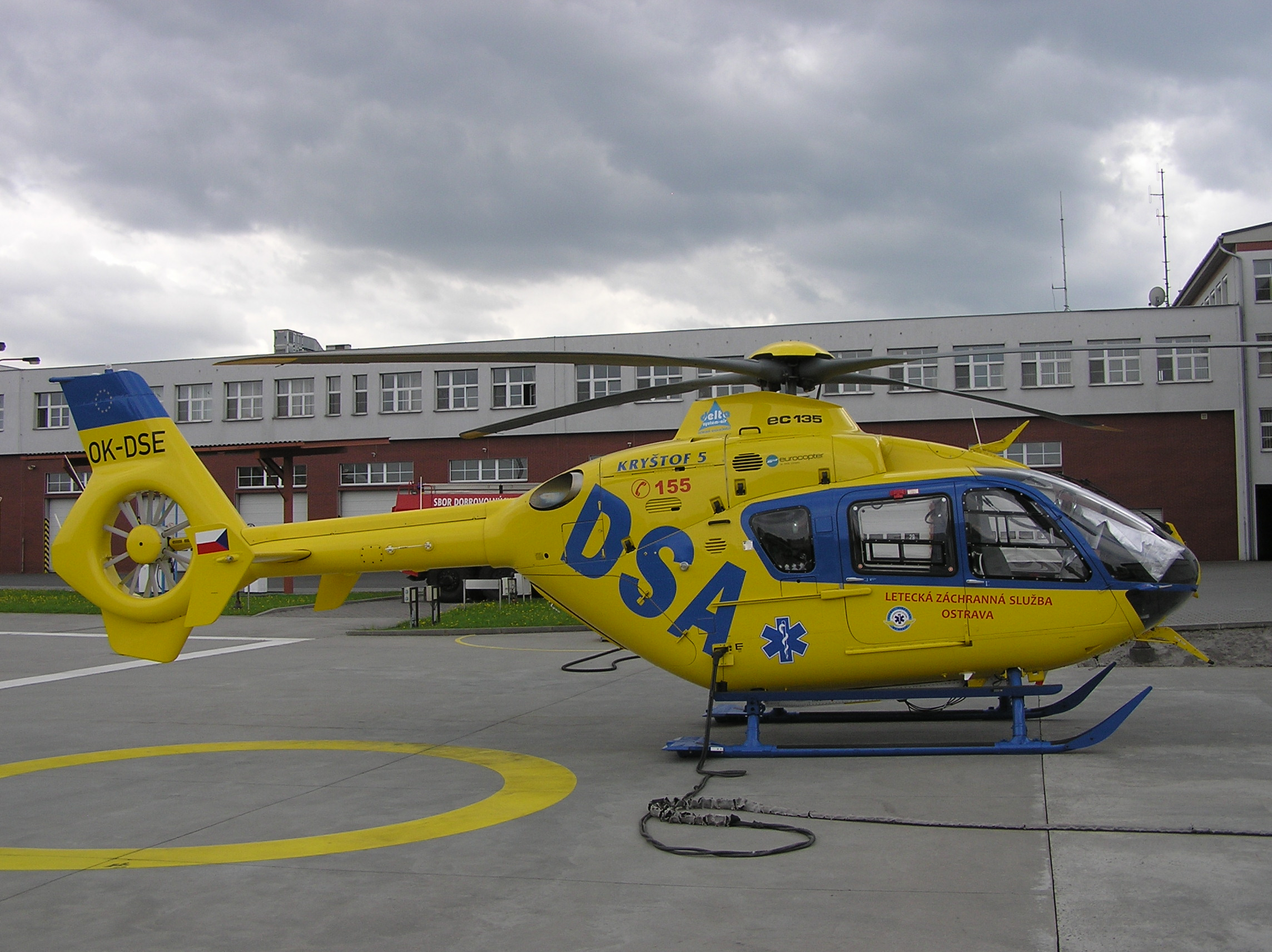
Vrtulník Eurocopter EC 135 T2+ zajišťuje noční provoz ze stanice Kryštof 05 v Moravskoslezském kraji

V současné době je území Česka pokryto v nočních hodinách pěti vrtulníky letecké záchranné služby, jejichž provoz je v noci omezen pouze pro neodkladné sekundární a ambulanční lety. V nočním režimu fungují stanice Kryštof 01 v Praze, Kryštof 04 v Brně, Kryštof 05 v Ostravě, Kryštof 07 v Plzni a Kryštof 13 v Bechyni u Českých Budějovic. Ostatní stanice fungují v denní době limitované východem a západem slunce, nejdříve však od 6:30 a nejpozději do 21:00. Všechny čtyři stanice v nočních hodinách zajišťují lety pro celé území Česka, stanice Kryštof 01, Kryštof 07
a Kryštof 13 především pro oblast Čech a stanice Kryštof 04 a Kryštof 05 pak především pro oblast Moravy a Slezska. Do 29. února 2012 fungovala v nepřetržitém nočním provozu stanice Kryštof 09 v Olomouci. 1. března 2012 byl noční provoz ukončen na stanici letecké záchranné služby Kryštof 09 v Olomouci a byl trvale zaveden na stanici Kryštof 04 v Brně. Ke změně došlo především pro lepší pokrytí Moravy v nočních hodinách.

### Ceny letových hodin
Za rok 2008 se cena jedné letové hodiny ve prospěch letecké záchranné služby, kterou zajišťovala Letecká služba Policie ČR, pohybovala po započtení přímých nákladů na úrovni přibližně 30 400 Kč. U soukromých provozovatelů činila cena jedné letové hodiny přibližně 31 200 Kč.
V dubnu 2013 obvinila protikorupční policie bývalého ministra zdravotnictví MUDr. Tomáše Julínka v souvislosti s údajně předraženými letovými hodinami nestátních provozovatelů letecké záchranné služby. Ti v roce 2008 zvítězili v tendru vypsaném ministerstvem zdravotnictví. Podle trestního oznámení činila cena jedné letové hodiny u soukromých provozovatelů přibližně 135 tisíc korun, zatímco letová hodina policejních vrtulníků stála stát přibližně 35 tisíc korun a letová hodina armádních vrtulníků asi 50 tisíc korun. Podle trestního oznámení se Julínek dopustil zneužití pravomoce veřejného činitele a porušení povinnosti při správě cizího majetku, když měl stát kvůli údajně nevýhodné smlouvě přijít o 792 milionů korun. Podle vyjádření představitelů soukromého dopravce DSA nejsou však v cenách letových hodin u armády započítány desítky dalších nákladů a ceny jsou tak uměle vytvořené. Samotné ministerstvo obrany přiznalo, že v cenách letových hodin nejsou započítány všechny náklady. Julínek se k obvinění odmítl vyjádřit. Podle Julínkova mluvčího Tomáše Cikrta odmítla v roce 2008 jak armáda, tak policie provozovat leteckou záchrannou za podmínek, které byly stanoveny v tendru. Podle něj by se ceny letových hodin zvýšily i kdyby provoz zajišťovaly státní instituce. Trestní oznámení na Julínka podali představitelé Věcí veřejných. V červenci 2013 bylo trestní stíhání Julínka zastaveno pro nedostatek důkazů.

## Budoucnost

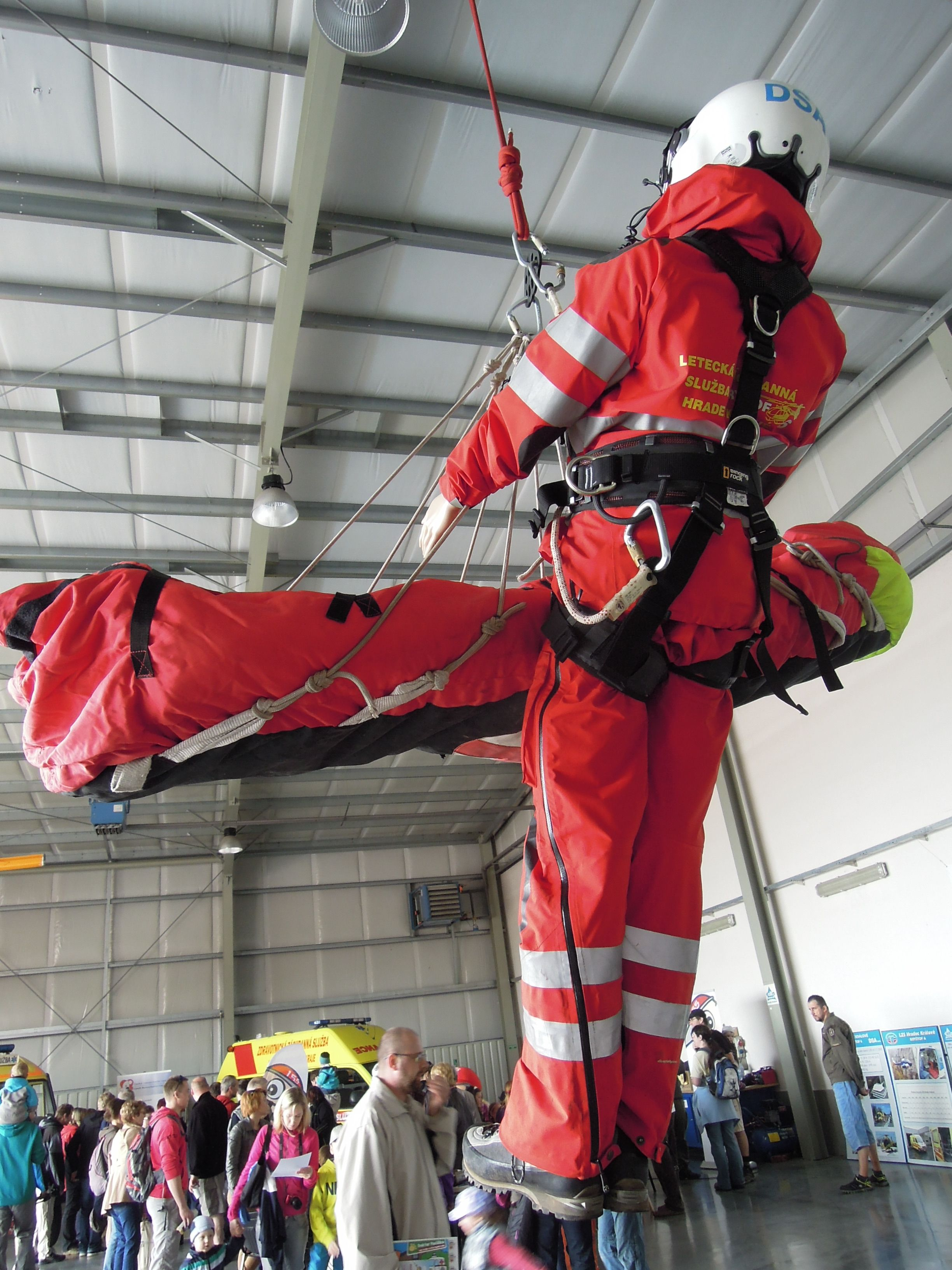
Ukázka figuríny českého záchranáře letecké záchranné služby při záchraně pacienta v podvěsu

Soukromí dopravci na území Česka mají provoz letecké záchranné služby uzavřen smluvně s Ministerstvem zdravotnictví ČR do roku 2016. Provoz letecké záchranné služby zajištěný státními subjekty neodpovídá zvyklostem evropských zemí. Ve většině evropských zemí je letecká záchranná služba zajišťována výhradně nestátními provozovateli. V Česku nestátní společnosti provozují osm stanic, na dvou stanicích slouží trvale vrtulníky státních institucí. Jak Armáda ČR, tak Letecká služba Policie ČR nespadají organizačně pod Úřad pro civilní letectví.
V roce 2011 vyjádřili poslanci zdravotního výboru nespokojenost s provozem letecké záchranné služby, kterou zajišťují soukromí dopravci. Vadí jim především vysoká cena za provoz a trvalou pohotovost pracovníků. Jako možné řešení navrhli zajišťovat leteckou záchrannou službu na větším počtu stanic Armádou ČR a Leteckou službou Policie ČR. Letky obou organizací mají letecké kapacity k zajištění většího počtu stanic. Soukromí provozovatelé mají však provoz letecké záchranné služby smluvně uzavřen s ministerstvem zdravotnictví až do roku 2016.
Oproti tomu ve stejném roce vydala expertní komise ministerstva vnitra a policejního prezidia doporučení zrušit provoz letecké záchranné služby, zajištěný Leteckou službou Policie ČR. Podle vyjádření odborníků je provoz příliš drahý a předáním provozu do rukou soukromého dopravce by Policie ČR ušetřila miliony korun. Kromě toho by mělo letku opustit až 32 zaměstnanců a počet vrtulníků by se měl snížit na sedm. Celkově by tak mohla policie ušetřit až 50 milionů korun. Návrh komise však odmítl jak ministr vnitra Jan Kubice, tak ředitel Zdravotnické záchranné služby hlavního města Prahy MUDr. Zdeněk Schwarz.

## Vrtulníky
První vrtulníky, které se začaly používat pro transport zraněných, byly stroje Mil Mi-4. Tento typ vrtulníku byl použit i při první záchranném letu v roce 1956. V roce 1962 byl pro transport zraněných zkoušen také vrtulník Mil Mi-1, ale ten se neosvědčil. Vrtulníky Mi-1 nedisponovaly zdravotnickou zástavbou tak, jako je tomu dnes, ale měly po stranách trupu umístěny sanitní gondoly. Od roku 1977, kdy se začala sbírat data pro provoz letecké záchranné služby, hledali příslušníci Federálního ministerstva vnitra vhodný vrtulník. Tím se stal lehký sovětský vrtulník Mil Mi-2, který byl vyráběn v polském závodě WSK PZL Świdnik. Vrtulníky Mi-2 stály v roce 1987 u zrodu letecké záchranné služby na území Československa. Ani tyto stroje nebyly standardně vybavené zdravotnickou zástavbou. Přestavbu prvních vrtulníků Mi-2, které začaly létat ve prospěch letecké záchranné služby, provedli členové Letecké správy Federálního ministerstva vnitra. Téměř všechny stanice letecké záchranné služby na území Československa byly zpočátku obsazeny právě stroji Mi-2.
Počátek 90. let znamenal pro leteckou záchrannou službu na území Československa a později Česka obrovský rozmach. Na všech stanicích sloužily dosluhující stroje Mil Mi-2 a jak Armáda ČR, tak také Letecká služba Policie ČR i soukromí dopravci si uvědomovali, že je potřeba modernizovat letecký park.

### Policejní záchranné vrtulníky

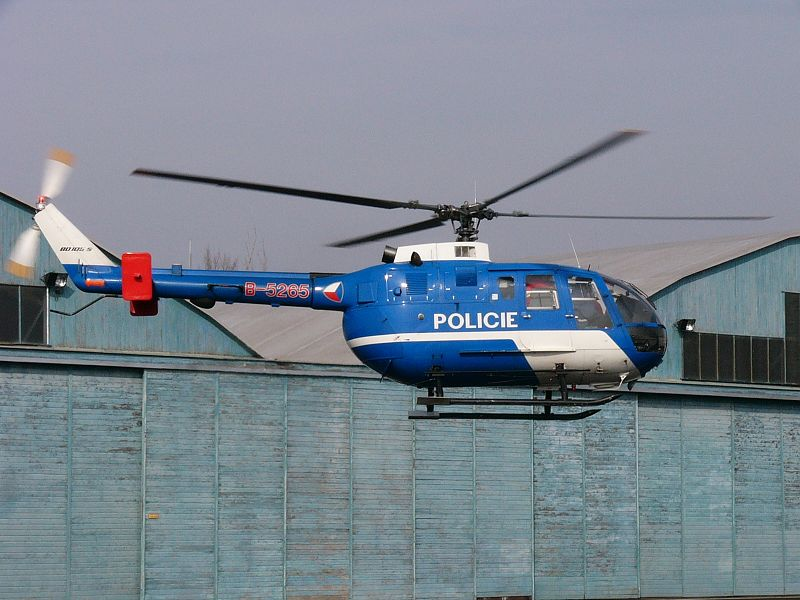
Vrtulníky MBB Bo 105 sloužily pro potřeby letecké záchranné služby v Hradci Králové v letech 1992–2004 (na fotografii policejní vrtulník Bo 105 bez zdravotnické zástavby)

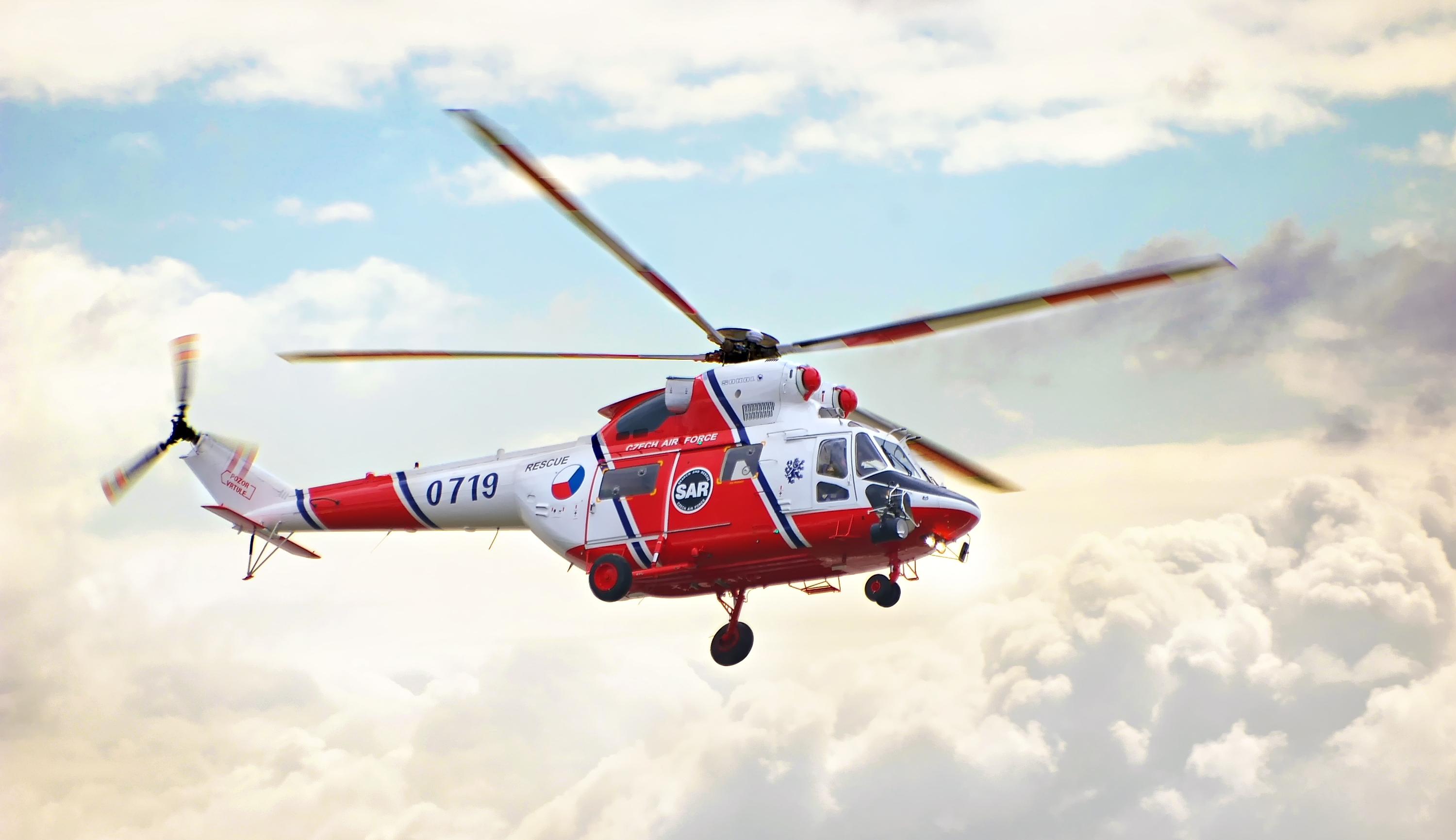
Armádní stroje PZL W-3A Sokół nejsou certifikovány pro provoz letecké záchranné služby

Již v srpnu 1989 byl na stanici Kryštof 01 v Praze testován modernější polský vrtulník PZL W-3A Sokół. V roce 1990 zanikla Letecká správa Federálního ministerstva vnitra a novou moderní policejní letkou se stal Úřad Federálního ministerstva vnitra pro leteckou službu. Ten zakoupil v roce 1991 první dva „nevýchodní“ vrtulníky MBB Bo 105. Jeden ze strojů byl vybaven zdravotnickou zástavbou a po zkušebním provozu na stanici Kryštof 01 se od roku 1992 objevil trvale na stanici Kryštof 06 v Hradci Králové. V letech 1992 a 1993 byl na stanici Kryštof 01 provozován polský vrtulník PZL Kania, který konstrukčně vycházel ze staršího stroje Mil Mi-2. Ani tento stroj nebyl používán trvale a vrátil se výrobci. Od srpna 1993 sloužil pro účely letecké záchranné služby v Praze nový moderní vrtulník Bell 412HP. Vrtulníky Bell 412 sloužily v Praze až do roku 2005, kdy byly trvale nahrazeny modernějšími stroji Eurocopter EC 135 T2. V Hradci Králové byl do roku 2004 používán vrtulník MBB Bo 105, který byl také nahrazen moderním vrtulníkem Eurocopter EC 135 T2.
Letecká služba Policie ČR používala také vrtulníky Mil Mi-8. Tyto stroje nebyly pro leteckou záchrannou službu primárně určeny, ale v rámci transplantačního programu byly někdy nasazovány. Letecká služba Policie ČR zajišťovala provoz letecké záchranné služby v letech 2005–2009 také na stanici Kryštof 04 v Brně, kde sloužil vrtulník Eurocopter EC 135 T2+. Policejní vrtulník Bell 412 se v letech 1997 a 1998 objevil také na stanici Kryštof 07 v Plzni, kde nebyl schopen soukromý dopravce zajistit vrtulník.

### Armádní záchranné vrtulníky
Armáda České republiky, která zajišťovala chod letecké záchranné služby po roce 1993 na stanicích Kryštof 07 v Plzni, Kryštof 13 v Českých Budějovicích a Kryštof 17 v Havlíčkově Brodě, používala vrtulníky Mil Mi-2, výjimečně i těžší stroje Mil Mi-8. V současné době zajišťuje armáda leteckou záchrannou službu pouze na stanici Kryštof 07 v Plzni a používá vrtulník střední hmotnostní kategorie PZL W-3A Sokół. Vrtulníky W-3A Sokół odporují normám Evropské unie o provozu vrtulníků ve prospěch letecké záchranné služby. Stroje užívané pro leteckou záchrannou službu musí být dle norem dvoumotorové vrtulníky výkonnostní třídy A1. Vrtulínky W-3A Sokół nejsou v této kategorii certifikovány. I přesto, že se jedná o vrtulník provozovaný armádou, má červenobílé barevné značení jako civilní letouny – není tedy v typických vojenských barvách. Takzvaná antikamufláž má umožnit lepší viditelnost vrtulníku v terénu při zásahu, čímž se zlepšuje úroveň bezpečnosti zasahujícího personálu letecké záchranné služby. V roce 2012 v tomto zbarvení létají tři vrtulníky W-3A Sokół.

### Vrtulníky nestátních provozovatelů

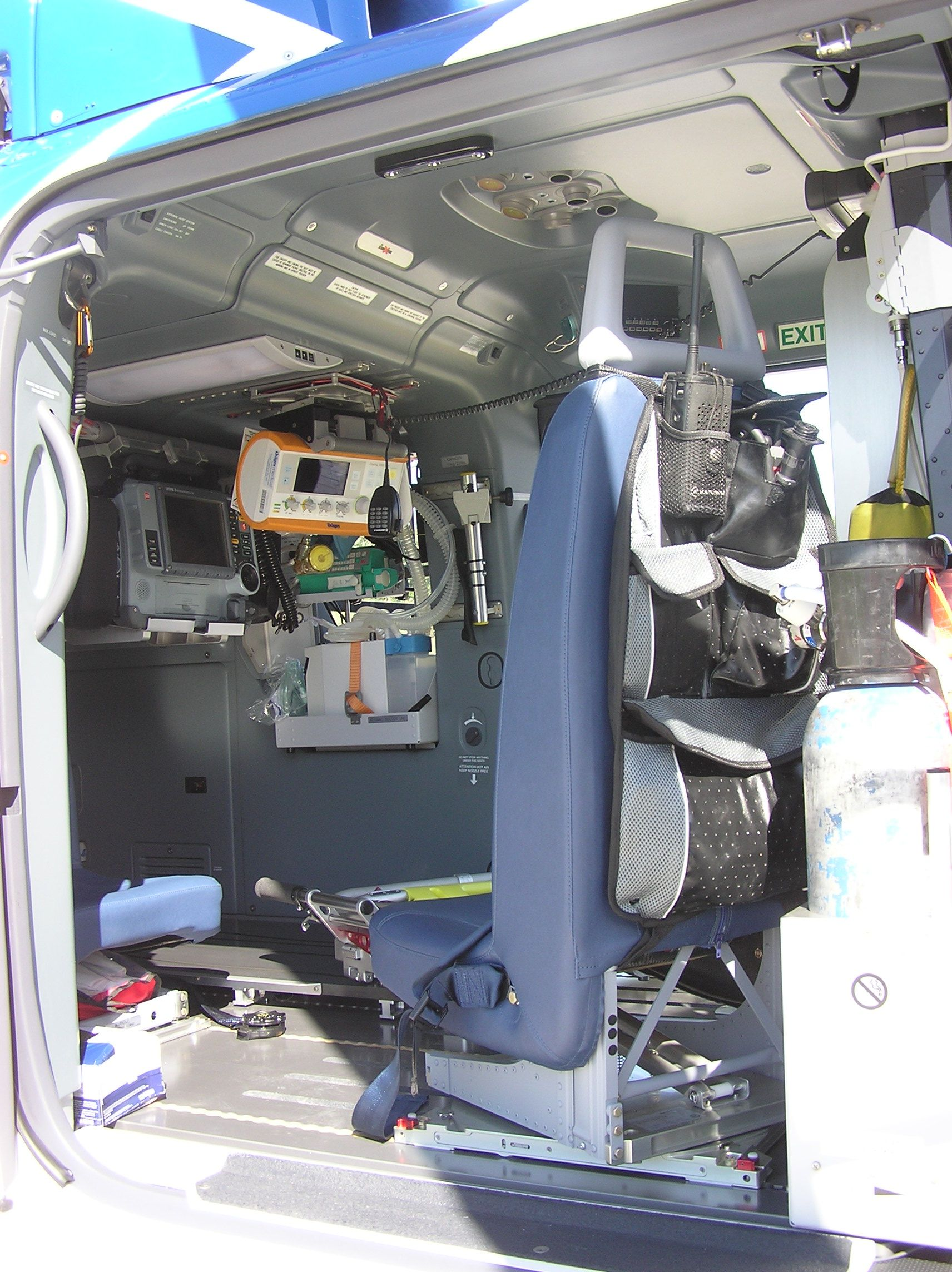
Vnitřní zástavba vrtulníku Eurocopter EC 135 T2+ ze stanice Kryštof 09 v Olomouckém kraji

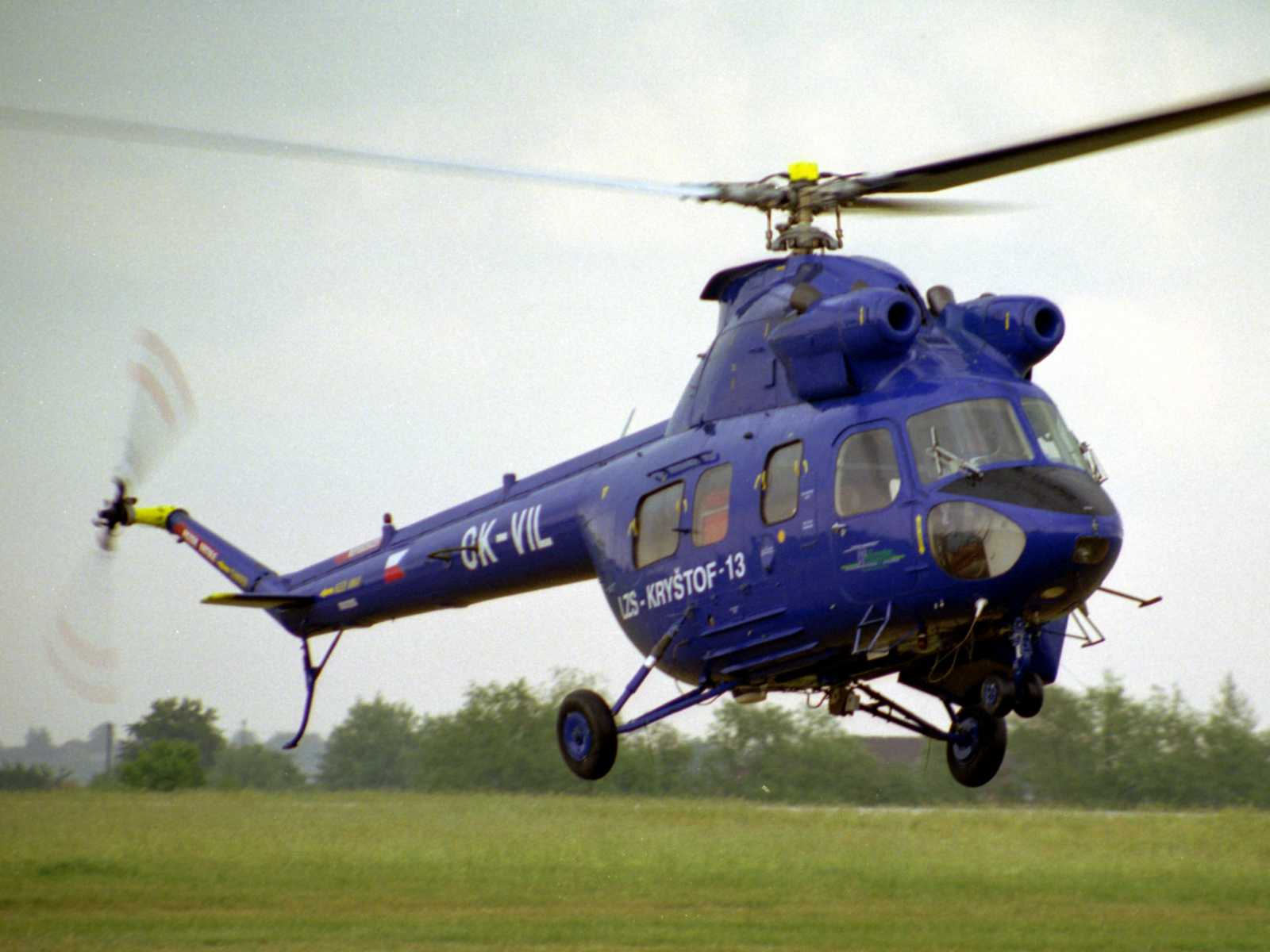
Vrtulník PZL Kania společnosti Helicopter jako Kryštof 13 sloužil do konce roku 2003

První nestátní leteckou společností, která provozovala na území Československa leteckou záchrannou službu, se stala společnost Alfa-Helicopter. Od počátku 90. let 20. století vznikaly také další letecké společnosti, jejichž nosným programem se stal provoz letecké záchranné služby. V Česku to byla především společnost DSA, která leteckou záchrannou službu provozuje od roku 1993 a na Slovensku se dominantním provozovatelem této služby stala společnost Air - Transport Europe. Mezi další nestátní subjekty, které v minulosti zajišťovaly provoz letecké záchranné služby na území Česka, patřily společnosti Helicopter a Aerocentrum.
Společnost Alfa-Helicopter začala provozovat leteckou záchrannou službu na stanicích Kryštof 04 v Brně a Kryštof 09 v Olomouci v roce 1992. Na obou stanicích sloužily zpočátku vrtulníky Mil Mi-2, ale již v průběhu roku 1992 se na obou stanicích objevily nové vrtulníky Bell 206L-3. Od 1. ledna 1993 provozuje společnost Alfa-Helicopter leteckou záchrannou službu také na stanici Kryštof 12 v Jihlavě, kde od roku 1994 sloužil vrtulník Bell 206L-3. Ve službě se později objevují modernější vrtulníky Bell 206L-4. V roce 2002 se v Česku objevuje nový vrtulník Bell 427, který je pro potřeby letecké záchranné služby nasazen ve světové premiéře. I přesto, že vrtulník tou dobou nebyl v Česku certifikován, získal tříměsíční povolení k letům pro potřeby letecké záchranné služby. V letech 2009 a 2010 jsou do provozu uvedeny dva nové moderní vrtulníky Eurocopter EC 135 T2+, které slouží na stanicích Kryštof 04 a Kryštof 09. Společnost Alfa-Helicopter je jediná společnost na světě, která pro potřeby letecké záchranné služby využívá vrtulníky Bell 427.
Společnost DSA začala leteckou záchrannou službu provozovat 1. ledna 1993 na stanicích Kryštof 05 v Ostravě, Kryštof 15 v Ústí nad Labem a Kryštof 18 v Liberci. Letecká záchranná služba byla zpočátku zajišťována také vrtulníky Mil Mi-2, ale od roku 1996 se ve službě objevovaly modernější vrtulníky Eurocopter AS 355 F2 Ecureuil 2. V lednu 2003 představila společnost DSA modernější vrtulník Eurocopter EC 135 T1. Tento typ vrtulníku se v Česku objevil ve službách letecké záchranné služby vůbec poprvé. Na konci roku 2004 a začátkem roku 2005 byly dodány tři zcela nové vrtulníky Eurocopter EC 135 T2, které nahradily starší stroje na stanicích Kryštof 05, Kryštof 15 a Kryštof 18. V roce 2009 zakoupila společnost DSA nejnovější vrtulník Eurocopter EC 135 T2+.
V letech 1995–2003 zajišťovala provoz letecké záchranné služby na stanici Kryštof 13 v Českých Budějovicích nestátní společnost Helicopter. Ta převzala stanici k 1. lednu 1995 po Armádě České republiky. Zpočátku používala vrtulníky Mil Mi-2, ale v červnu 1995 byly do služby nasazeny modernější stroje PZL Kania. Tyto vrtulníky vycházely konstrukčně ze strojů Mi-2. Společnost Helicopter ukončila provoz letecké záchranné služby k 31. prosinci 2003 a od následujícího dne převzala provoz společnost Alfa-Helicopter.
V březnu 1997 vyhrála společnost Aerocentrum výběrové řízení na provoz letecké záchranné služby v Západočeském kraji. K 1. dubnu 1997 oficiálně ukončila Armáda České republiky provoz letecké záchranné služby, avšak nový soukromý provozovatel nebyl schopen zajistit vrtulník a armáda tak provozovala leteckou záchrannou službu až do 17. dubna. Nový provozovatel používal pro leteckou záchrannou službu vrtulník Bell 222, který byl pronajatý z Německa. S tímto vrtulníkem také létali piloti z Německa. V dubnu 1997 byly v Plzni demonstrativně připraveny stroje Mi-2 a PZL Kania společnosti Helicopter, aby v případě potřeby zahájily ihned činnost. Později se vrtulníky Bell 222 vrátily zpět do Německa a pro leteckou záchrannou službu byly opět používány stroje Mil Mi-2 a nově také stroj Mil Mi-8.

## Galerie

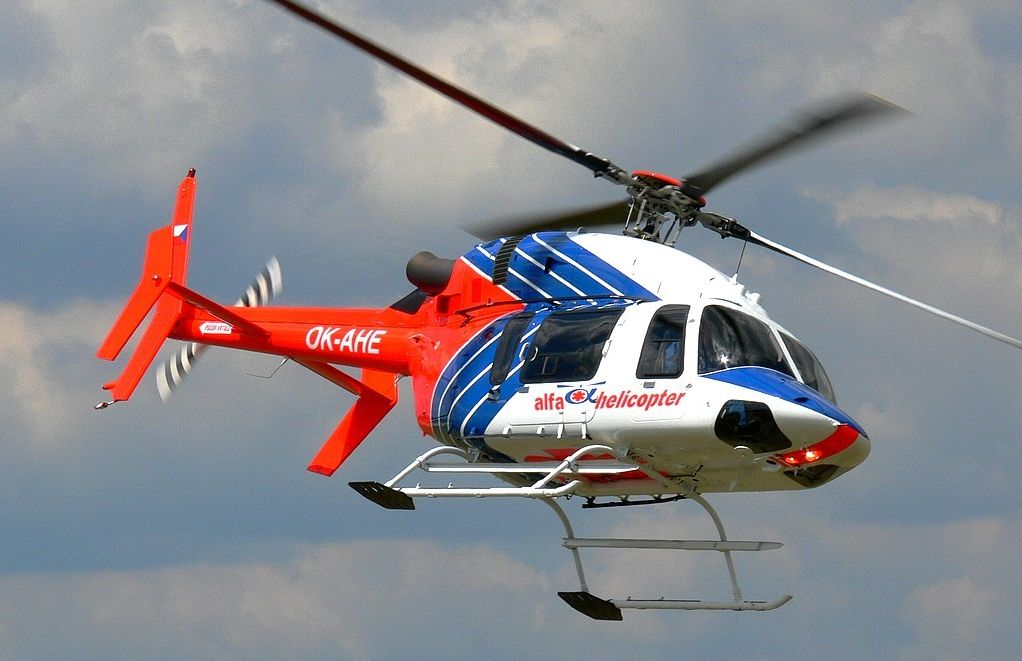
Společnost Alfa-Helicopter provozuje vrtulníky Bell 427 ve zdravotnické konfiguraci jako jediná společnost na světě
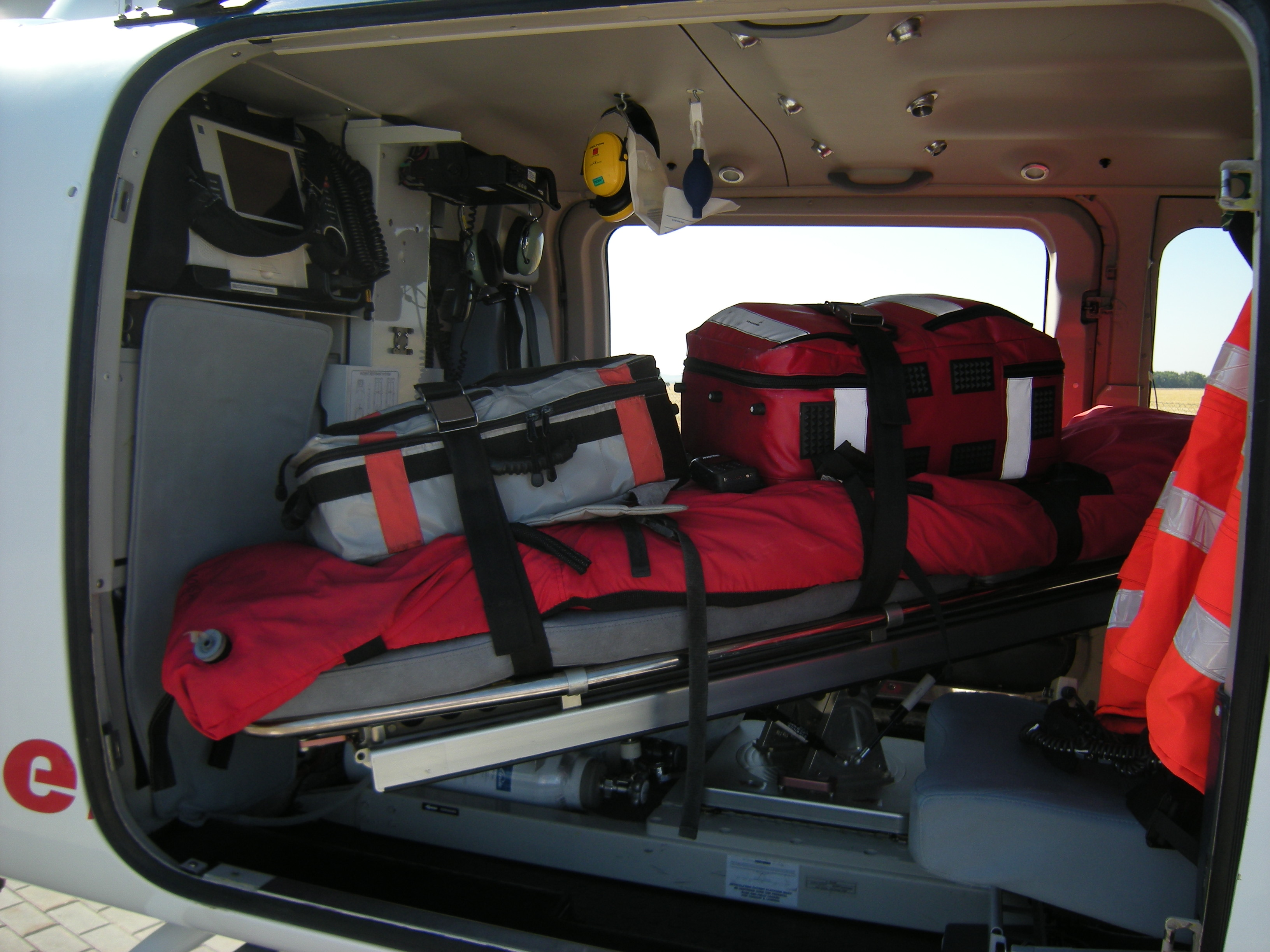
Vnitřní zástavba vrtulníku Bell 427 s imatrikulací OK-AHE
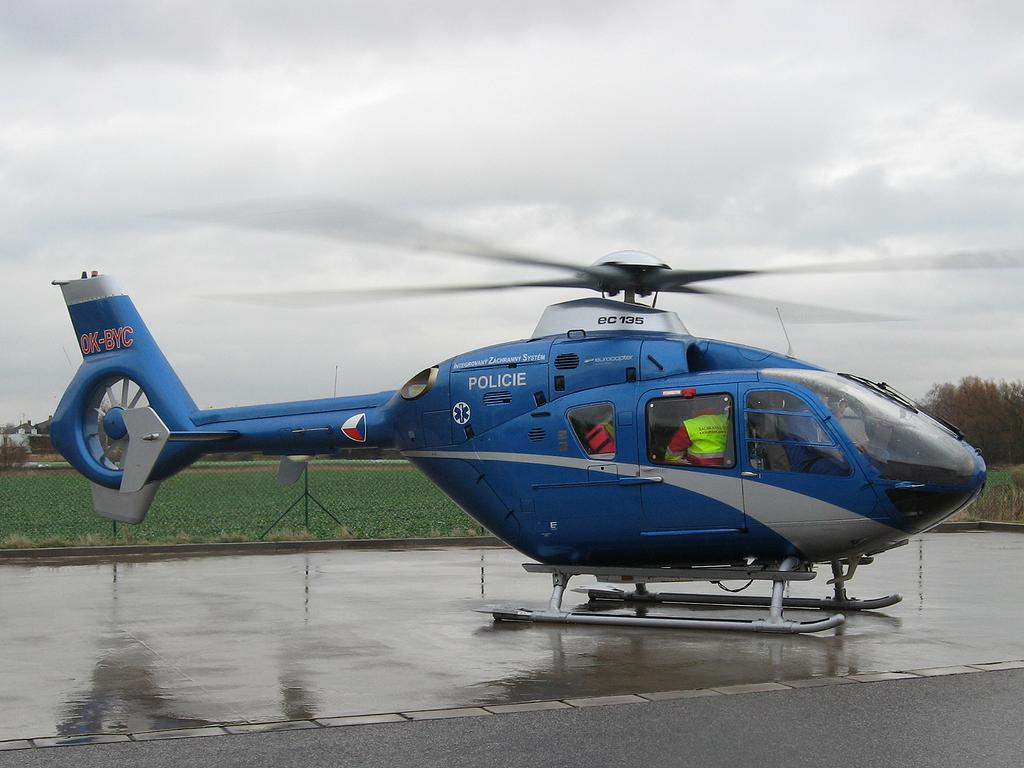
Vrtulník Eurocopter EC 135 T2 v barvách Policie ČR připraven k jednomu z posledních startů k záchraně života v Královéhradeckém kraji v prosinci 2008
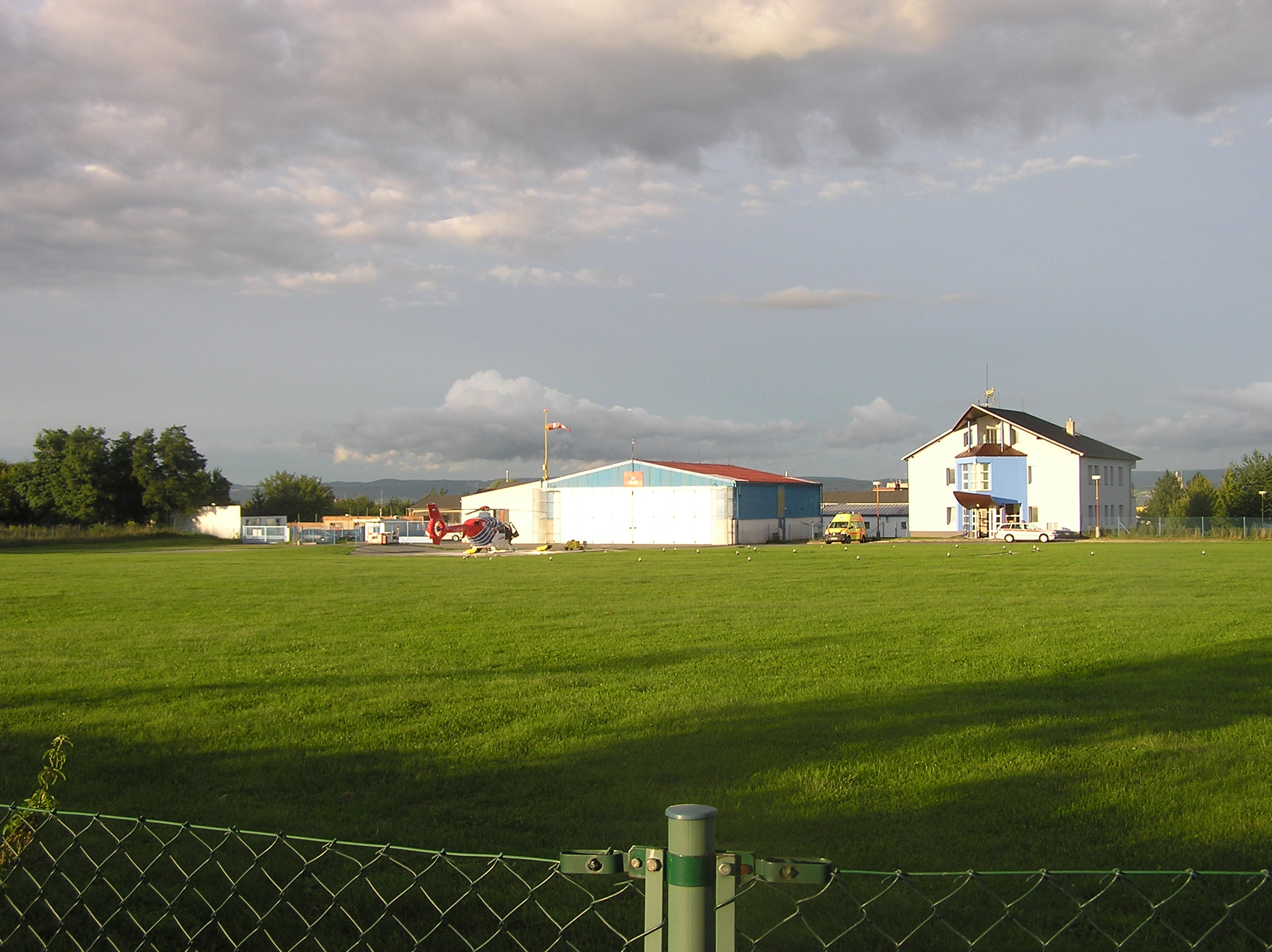
Vnitrostátní vrtulníkové letiště v Olomouci na Tabulovém vrchu slouží jako stanice letecké záchranné služby Kryštof 09
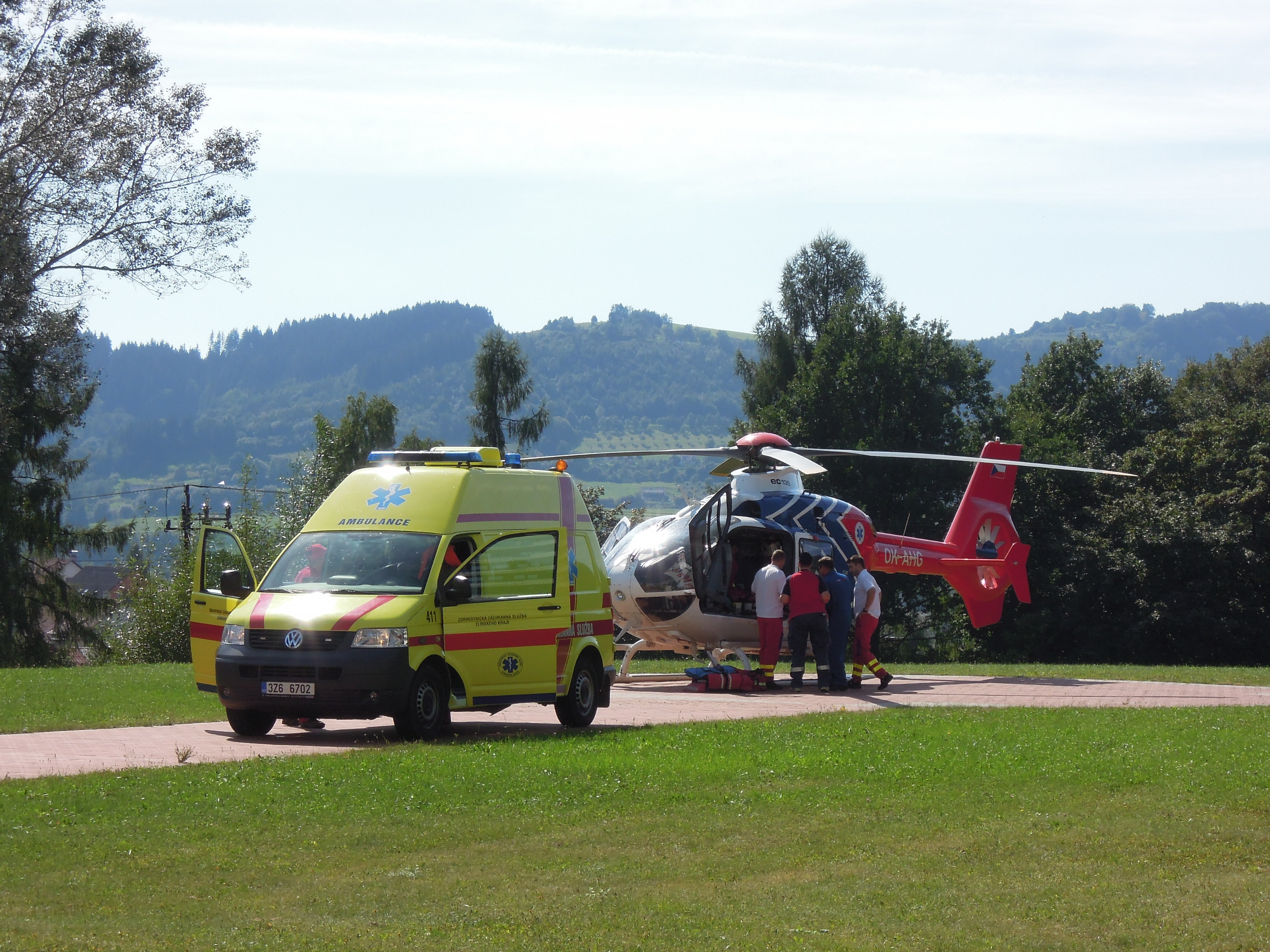
Posádka vrtulníku ze stanice Kryštof 09 ve spolupráci s výjezdovou skupinou Zdravotnické záchranné služby Zlínského kraje
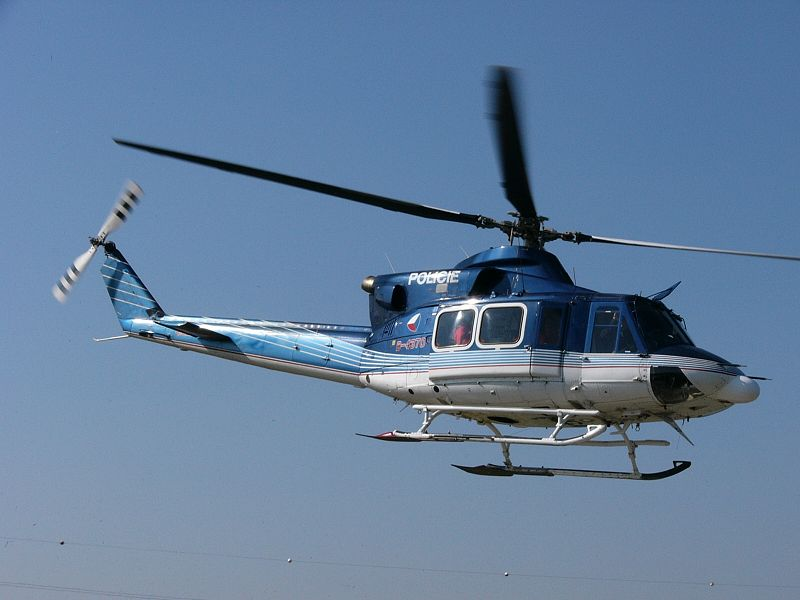
Bell 412EP ve zdravotnické konfiguraci s imatrikulací B-4370 (později přeznačen na OK-BYQ) Letecké služby Policie ČR
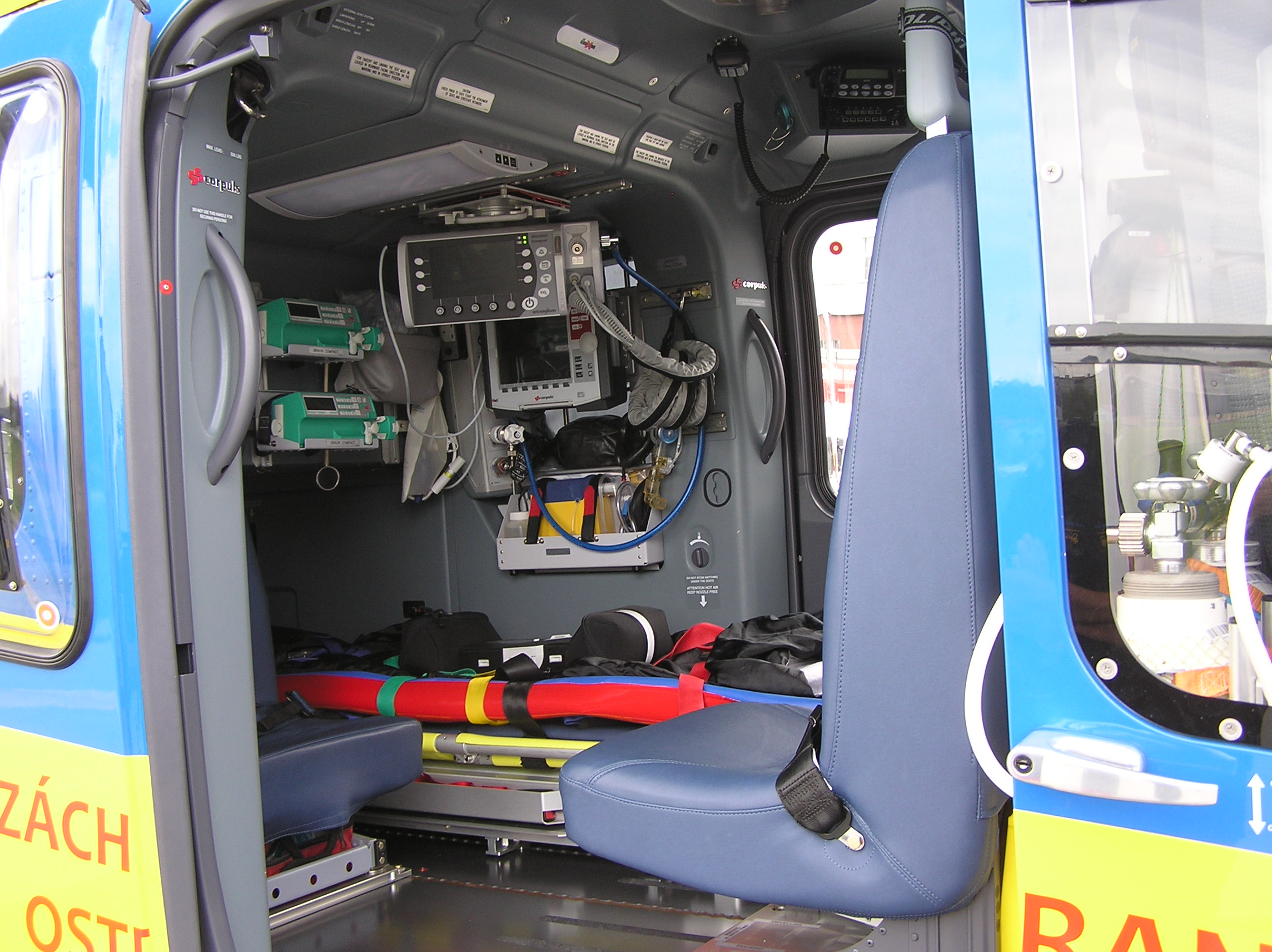
Vnitřní zástavba vrtulníku Eurocopter EC 135 T2+ ze stanice Kryštof 05 v Ostravě
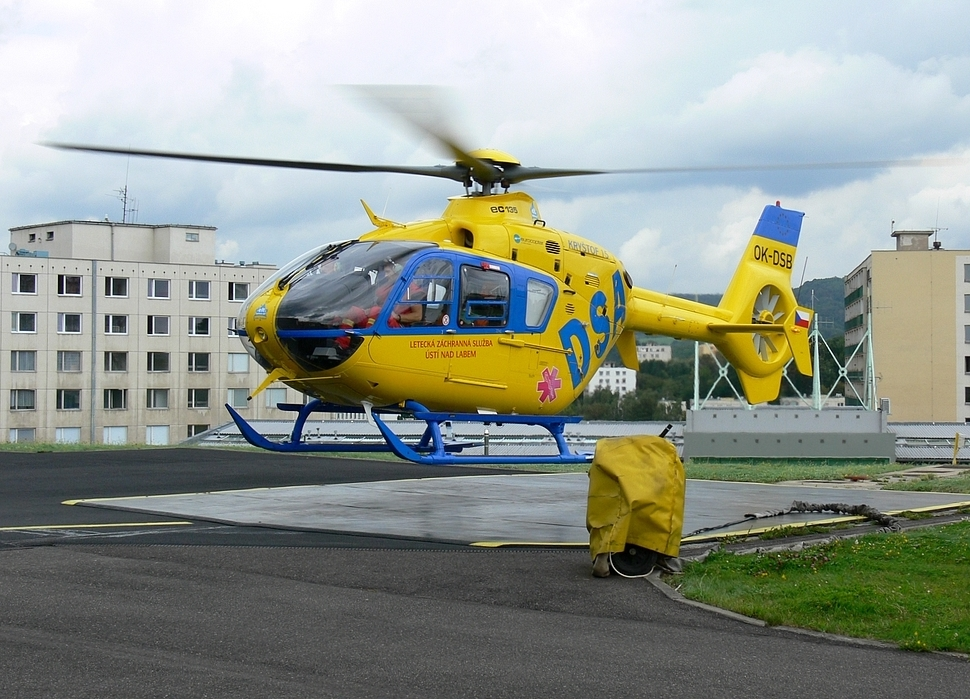
Vrtulník Eurocopter EC 135 T2 společnosti DSA jako Kryštof 15 v Ústeckém kraji
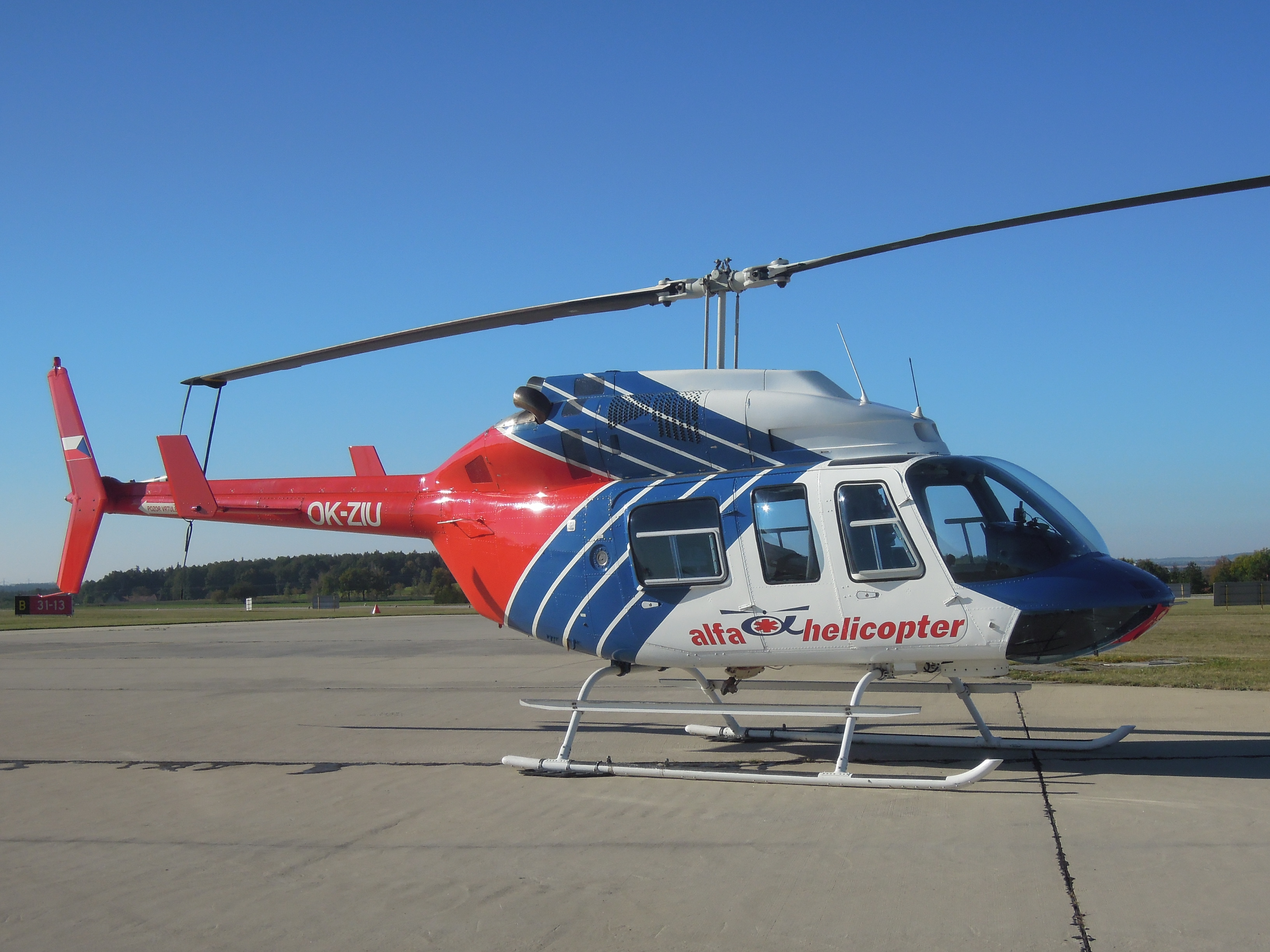
V 90. letech se na některých stanicích objevily také vrtulníky Bell 206, tento sloužil od roku 1996 v Brně